# دهستان گوده
گَودَه منطقه ی وسیعی در بخش مرکزی شهرستان بستک در استان هرمزگان ایران است.
منطقه ی گوده در بخش مرکزی شهرستان بستک در غرب استان هرمزگان در جنوب ایران واقع شده‌است.
این منطقه دره‌ای است تقریباً بطول یکصد کیلومتر که از مغرب به مشرق ادامه دارد که سمت شمال غربی آن به‌وسیله کوه‌های بلند بسته شده‌است و گردنه پاسخند آخرین مرز بین راه شهرستان بستک و لار را به وجود آورده‌است.

## رودخانه گوده
سرچشمه یکی از رشته‌های رودخانه شور گوده که در نزدیک بندر خمیر به دریا می‌ریزد در دهستان گوده واقع است.
مسیر این رودخانه در اغلب نقاط باتلاقهایی است که در آن‌ها بوته‌های گِز فراوان روئیده‌است و داخل آن‌ها حیوات وحشی مانند خوک وگراز زندگی می‌کنند که آفت بزرگی برای محصولات کشاورزی به‌شمار می‌رود.

## محدوده گَودَه
از شمالاً کوه بُر و کوه پرپتو Parpato، کوه لُومَه‌ای و کوه ببیان، از جنوب رشته کوه ناخ و بخش کوخرد، از مغرب به براشت و گردنه پاسخند و صحرای باغ و از سمت مشرق به دشت جیحون و جیحون و رودخانه شور و کهورستان و بخش رویدر منتهی می‌شود.

## جمعیت
جمعیت منطقه گوده طبق سرشماری عمومی نفوس و مسکن در سال ۱۳۸۵، برابر با ۳۱۰۰۰ نفر بوده‌است. که از اهل سنت و از شاخه شافعی هستند یعنی از پیروان امام محمد ادریس شافعی می‌باشند و به زبان اچمی تکلم می‌کنند.
دارای مسجد، دبستان، خانه بهداشت، برق، لوله‌کشی آب، آب‌انبار برکه است.

## فهرست منابع و مآخذ
- محمدیان، کوخردی، محمد،  (شهرستان بستک و بخش کوخرد) ، ج۱. چاپ اول، دبی: سال انتشار ۲۰۰۵ میلادی.
- عباسی، قلی، مصطفی،  «بستک وجهانگیریه»،  چاپ اول، تهران: ناشر: شرکت انتشارات جهان معاصر، سال ۱۳۷۲ خورشیدی.
- سلامی، بستکی، احمد.  (بستک در گذرگاه تاریخ)  ج۲ چاپ اول، ۱۳۷۲ خورشیدی.
- مهندس: موحد، جمیل. (بستک و خلیج فارس) چاپ اول، تهران: سال انتشار ۱۳۴۳ خورشیدی.
- بالود، محمد.  (فرهنگ عامه در منطقه بستک)  ناشر همسایه، چاپ زیتون، انتشار سال ۱۳۸۴ خورشیدی.
- بنی عباسیان، بستکی، محمد اعظم،  «تاریخ جهانگیریه»  چاپ تهران، سال ۱۳۳۹ خورشیدی.
- الکوخردی، محمد، بن یوسف، (کُوخِرد حَاضِرَة اِسلامِیةَ عَلی ضِفافِ نَهر مِهران Kookherd, an Islamic District on the bank of Mehran River) الطبعة الثالثة، دبی: سنة ۱۹۹۷ للمیلاد.
- بختیاری، سعید،  «اتواطلس ایران» ، “ مؤسسه جغرافیایی وکارتگرافی گیتاشناسی، بهار ۱۳۸۴ خورشیدی.
- محمد، صدیق «تارخ فارس» صفحه‌های (۵۰–۵۱)، چاپ سال ۱۹۹۳ میلادی.